# Luehea tomentella
Luehea tomentella är en malvaväxtart som beskrevs av Henry Hurd Rusby. Luehea tomentella ingår i släktet Luehea och familjen malvaväxter. Inga underarter finns listade i Catalogue of Life.